# Ruta 102 (Metro de Filadelfia)
La Ruta 102 (también llamada  Media–Sharon Hill Line) es una línea de tren ligero que forma parte de la línea Verde del Metro de Filadelfia ubicado en Filadelfia, Pensilvania, Estados Unidos. La línea es operada por la Autoridad de Transporte del Sureste de Pensilvania (SEPTA).

## Estaciones
| Ciudad          | Estación / Localidad                                    | Servicios                  | Apertura | Transferencias y notas |
| --------------- | ------------------------------------------------------- | -------------------------- | -------- | --- |
| Sharon Hill     | Sharon Hill en Chester Pike                             | Ruta 102                   |          | Rutas del SEPTA 114 y 115. Terminal de la Ruta 102.                                                                                           |
| Collingdale     | MacDade Boulevard en la Avenida Woodlawn                | Ruta 102                   |          | Rutas del SEPTA 113. Anteriormente Collingdale.                                                                                               |
| Collingdale     | Avenida Andrews en la Avenida Woodlawn                  | Ruta 102                   |          | |
| Collingdale     | Avenida Bartram en la Avenida Woodlawn                  | Ruta 102                   |          | |
| Collingdale     | Calle Norte en la Avenida Woodlawn y la Avenida Girard  | Ruta 102                   |          | Las vías entran al nivel de calle |
| Aldan           | Avenida Magnolia en la Avenida Woodlawn                 | Ruta 102                   |          | |
| Aldan           | Providence Road en la Avenida Woodlawn                  | Ruta 102                   |          | |
| Aldan           | Avenida Shisler en la Avenida Woodlawn                  | Ruta 102                   |          | Cerrada desde el 15 de marzo de 2010 |
| Clifton Heights | Clifton-Aldan en la Avenida Woodlawn y Springfield Road | Ruta 102 línea Media/Elwyn |          | Se conecta con la Línea ferroviaria Media/Elwyn                                                                                               |
| Clifton Heights | Springfield Road en la Avenida Madison                  | Ruta 102                   |          | Las vías salen del nivel de calle localizada al este de la estación Springfield Road de la Ruta 102                                           |
| Clifton Heights | Calle Penn y la Calle Odgen                             | Ruta 102                   |          | |
| Clifton Heights | Baltimore Pike cerca de la Avenida Broadway             | Ruta 102                   |          | Rutas del SEPTA 109. |
| Drexel Hill     | Creek Road en Darby Creek Road                          | Ruta 102                   |          | En Indian Rock Park. Anteriormente Oakdale.                                                                                                   |
| Drexel Hill     | Marshall Road cerca de la Avenida Cheswold              | Ruta 102                   |          | |
| Drexel Hill     | Drexel Manor Burmont y Cheswold Roads                   | Ruta 102                   |          | |
| Drexel Hill     | Garrettford Avenida Edmonds & Garrett Road              | Ruta 102                   |          | |
| Drexel Hill     | Drexel Hill Junction en la Avenida Shadeland            | Rutas 101 y 102            |          | También llamada Avenida Shadeland. Las rutas 101 y 102 se dividen al sur y al oeste de aquí. Se puede hacer transferencia a la ruta 107       |
| Drexel Hill     | Irvington Road cerca de Hillcrest Road                  | Rutas 101 y 102            |          | |
| Drexel Hill     | Drexel Park en Fairfax Road                             | Rutas 101 y 102            |          | También llamada Fairfax Road |
| Upper Darby     | Avenida Lansdowne entre Garrett Road y Winding Way      | Rutas 101 y 102            |          | Ruta 115. Se puede transferir con la Ruta 107.                                                                                                |
| Upper Darby     | Avenida Congress en Garrett Road                        | Rutas 101 y 102            |          | |
| Upper Darby     | Beverly Boulevard entre Garrett Roa y la Avenida Bywood | Rutas 101 y 102            |          | |
| Upper Darby     | Hilltop Road entre Garrett Road y la Avenida Bywood     | Rutas 101 y 102            |          | |
| Upper Darby     | Avon Road entre Garrett Road y Winding Way              | Rutas 101 y 102            |          | Anteriormente Bywood |
| Upper Darby     | Calle Walnut en Garrett Road                            | Rutas 101 y 102            |          | |
| Upper Darby     | Avenida Fairfield en Terminal Square                    | Rutas 101 y 102            |          | Las vías reentran al nivel de la calle |
| Upper Darby     | 69th Street Transportation Center y Market Street       | Rutas 101 y 102            | 1907     | Se conecta con la línea Market-Frankford, línea Púrpura (Ruta 100) a Norristown, y las rutas de autobuses 21, 30, 65, 103–113, 116, 120 y 123 |